# Комплекс з виробництва добрив у Енноре
Комплекс з виробництва добрив у Енноре – підприємство індійської хімічної промисловості, що працює на півночі штату Тамілнад.
Майданчик, який почав роботу у 1963 році, переважно спеціалізується на виробництві комплексних добрив, передусім фосфату сульфату амонію. Необхідні для продукування останнього речовини отримують шляхом взаємодії аміаку з фосфорною та сульфатною кислотою. Остання також потрібна для обробки фосфоритів з метою отримання фосфорної кислоти. Станом на початок 2020-х річна потужність заводу по комплексним добривам становила 300 тисяч тон, при цьому в 2021/2022 бюджетному році фактичний випуск склав 251 тисячу тон (з них 233 тисячі тон амонію фосфату сульфату). Потужність по випуску фосфорної кислоти становила 66 тисяч тон, а по сульфатній кислоті – не менше за 181 тисячу тон. Первісно майданчик також мав невелике виробництво аміаку, при цьому як сировину використовували суміш легких вуглеводнів – naphtha (також відома як цінна сировина для установок парового крекінгу). Втім, наразі завод не рахується серед виробників аміаку та закуповує цей продукт на ринку.
Ще одним видом добрива для заводу є суперфосфат, річна потужність по якому становить 66 тисяч тон.
Виробничий майданчик спочатку належав компанії EID Parry (відома тим, що в 1906-му запустила перший в Індії завод з виробництва добрив у Раніпет), яка в подальшому передала його Coromandel Fertilisers Limited, де є найбільшим учасником.